# 相沢まさき
相沢 まさき（あいざわ まさき、1965年1月19日 - ）は、日本の男性声優。北海道出身。大沢事務所所属。旧芸名は相沢 正輝（読み同じ）。

## 略歴
中学1年生から、ドラムに目覚めて、北海道室蘭東高等学校（現：北海道室蘭東翔高等学校）時代は、クイーンのコピーバンドでドラムをしていた。当時はそんなに上手くもなかったが、「ロジャー」と呼ばれてバンドに入れられたという。その後、2019年1月21日には、クイーンの伝記映画『ボヘミアン・ラプソディ』を観ている。
1983年、『ディ・ウォッチ』でデビュー。
かつてはぷろだくしょんバオバブ、ベルプロダクションに所属していた。

## 人物
趣味は読書。
吹き替え出演も多く、イーサイ・モラレス、チョウ・ユンファなどを担当。またPDVD版作品ではクラーク・ゲーブルも担当している。

## 出演
太字はメインキャラクター。

### テレビアニメ
1985年
- おねがい!サミアどん

1992年
- 宇宙の騎士テッカマンブレード（兵士B）
- 横山光輝 三国志

1993年
- ジャングルの王者ターちゃん♡（1993年 - 1994年、謎の男、グレック）
- しましまとらのしまじろう

1994年
- きょうふのキョーちゃん（張出伊知郎）
- サッカーフィーバー（ブライアン・トンプソン、ラジオアナウンサー）
- 七つの海のティコ（アントニオ、アーノルド）
- 覇王大系リューナイト（傭兵C、兵士B）
- マクロス7（キャスター）
- レッドバロン（ノーマン）

1995年
- 愛天使伝説ウェディングピーチ（中年男）
- H2（田村、友人）
- 恐竜冒険記ジュラトリッパー（シーザー）
- スレイヤーズ（男）
- とっても!ラッキーマン（スライムマン）

1996年
- 家なき子レミ（商人）
- 快傑ゾロ（ハンサ、男、ギルル、子分、若者 他）
- クレヨンしんちゃん（1996年 - 2023年、サーモン紅鮭、あてずっぽう刑事）
- 神秘の世界エルハザード（面接官）
- 逮捕しちゃうぞ（杉原刑事）
- B'T-X（ロレッソ）

1997年
- アニメがんばれゴエモン（マクアムーゲ、出加田刑事、プロデューサー）
- 中華一番!（レンの部下）
- マッハGoGoGo（兵士）
- 名探偵コナン（1997年 - 2023年、堀田良二、平澤剛、並木段児、朴之木和雄、陸奥勲雄、内東徹人、佐々木博人、田分晋太郎、水沼郷司、板東勝 他）

1998年
- Weiß kreuz（鷹取広史）
- カウボーイビバップ（担当官）
- 銀河漂流バイファム13（スタッフA）
- センチメンタルジャーニー（テレビ局の男）
- デビルマンレディー（広川の同僚）

1999年
- 神風怪盗ジャンヌ（船長、ストーン大使）
- サイボーグクロちゃん（1号車バス運転手、怪物、艦長）
- THE ビッグオー（査問委員）
- それいけ!アンパンマン（1999年 - 2025年、カップラーメンマン、クロワッサン王〈3代目〉、マイマイパパ〈2代目〉、ネコジャラシ〈2代目〉、町長、カステラ男爵〈3代目〉、そうめん和尚〈3代目〉、ゆずじいや〈4代目〉）
- デジモンアドベンチャー（ケンタルモン）
- Bビーダマン爆外伝V（ナレーション）
- モンスターファーム〜円盤石の秘密〜（アベル、ポリトカ）

2000年
- 人形草紙あやつり左近（橘智則）
- 金田一少年の事件簿（水城龍壱〈モト〉、犬神拓郎）
- 幻想魔伝 最遊記（蝙蝠男爵）
- 六門天外モンコレナイト（ケンタウロス百戦王）

2001年
- X -エックス-（志勇草薙）
- 旋風の用心棒（柳谷）
- 爆転シュート ベイブレード（ダグラス長官）
- はじめの一歩（2001年 - 2013年、伊達英二） - 3シリーズ
- 燃えろ!トップストライカー（アラン）

2002年
- 王ドロボウJING（ギンジョウ）
- キディ・グレイド（男、敵ES）
- 十二国記（延王尚隆）
- ちょびっツ（大村鉄哉）
- ポケットモンスター（テレス）

2003年
- アストロボーイ・鉄腕アトム（ダン）
- E'S OTHERWISE（技師）
- L/R -Licensed by Royal-（ビンセント）
- キノの旅 -the Beautiful World-（男A）
- コロッケ!（梅にぎり）
- 人間交差点（吉村）
- LAST EXILE（ベン、サニーボーイ、見張り塔員A）
- ONE PIECE（2003年 - 2015年、ワイパー、イデオ）

2004年
- F-ZERO ファルコン伝説（ビリー）
- 双恋（千草宣之）
- ポケットモンスター アドバンスジェネレーション（アオギリ）
- モンキーターン・シリーズ（実況アナウンサー、江上修二）
- RAGNAROK THE ANIMATION（ミゲル）

2005年
- ゾイドジェネシス（ラージ・ファミロン）
- NARUTO -ナルト-（ハンザキ）
- ブラック・ジャック（清田）
- 雪の女王（大臣、村人）

2006年
- いぬかみっ!（親方）
- Gift〜eternal rainbow〜（天海壮一）
- タマ&フレンズ 探せ!魔法のプニプニストーン（ニャーリン）
- DEATH NOTE（2006年 - 2007年、アメリカ代表、捜査官B、捜査官D、樹多正彦、アンソニー・レスター、ロッド・ロス）
- パンプキン・シザーズ（ホスロウ）
- BLACK LAGOON（ローワン）
- まじめにふまじめ かいけつゾロリ（イカ社長）

2007年
- おおきく振りかぶって（桐青野球部監督）
- 銀魂（落さん〈初代〉）
- 恋する天使アンジェリーク〜かがやきの明日〜（前王）
- 魔法少女リリカルなのはStrikerS（ゼスト）
- 流星のロックマン トライブ（2007年 - 2008年、五里門次郎）
- ロミオ×ジュリエット（男）

2008年
- ウルトラヴァイオレット コード044（執行官）
- 喰霊 -零-（消防士）
- クリスタル ブレイズ（ブランドン、スワ）
- 獣神演武 -HERO TALES-（若き慶狼）
- 魍魎の匣（川島新造）

2009年
- 地獄少女 三鼎（及川）
- 蒼天航路（孫堅）
- 東のエデン（野党議員）
- ONE OUTS -ワンナウツ-（ペドロ・ロドリゴ）

2010年
- それでも町は廻っている（タイムトラベラー）
- BLEACH（群青）
- ポケットモンスター ダイヤモンド&パール（マスター）

2011年
- 逆境無頼カイジ 破戒録篇（施設長）
- GOSICK -ゴシック-（中年客A）
- これはゾンビですか?（魔装兵器）
- NARUTO -ナルト- 疾風伝（牛鬼）
- HUNTER×HUNTER（第2作）（2011年 - 2014年、ベンドット、ミズケン、ブシドラ＝アンビシャス）

2012年
- イナズマイレブンGO（2012年 - 2013年、男、トウドウ議長） - 2シリーズ
- ダンボール戦機W（アルフェルド・ガーダイン）

2013年
- ポケットモンスター ベストウイッシュ シーズン2 エピソードN（ゲーチス）
- よんでますよ、アザゼルさん。Z（貝藤館長）

2014年
- 暁のヨナ（イ・グンテ）
- 寄生獣 セイの格率（泉一之、サラリーマン「A」）
- 棺姫のチャイカ（テオバルト・ゼトラ） - 2シリーズ

2015年
- うしおととら（安部泰近）
- ポケットモンスター XY（2015年 - 2016年、ケンゾウ） - 2シリーズ
- ONE PIECE エピソードオブサボ 〜3兄弟の絆 奇跡の再会と受け継がれる意志〜（イデオ）

2017年
- 鬼平（沼田甚造）
- いぬやしき（刑事）

2018年
- BORUTO-ボルト- NARUTO NEXT GENERATIONS（2018年 - 2019年、牛鬼〈八尾〉）
- 銀河英雄伝説 Die Neue These 邂逅（シドニー・シトレ）
- ポケットモンスター サン&ムーン（2018年 - 2019年、クチナシ）
- ONE PIECE エピソードオブ空島（ワイパー）

2019年
- イナズマイレブン オリオンの刻印（ヴァレンティン・ギリカナン）

2021年
- ふしぎ駄菓子屋 銭天堂（刑事）

2022年
- 咲う アルスノトリア すんっ!（アルベリック・グリザール）

2023年
- アンデッドガール・マーダーファルス（ジョン・H・ワトソン）

2024年
- 魔法科高校の劣等生（新発田家当主）
- 僕の妻は感情がない（小杉大輔）

2025年
- Aランクパーティを離脱した俺は、元教え子たちと迷宮深部を目指す。（マンデー）
- 鬼人幻燈抄（重蔵）
- 炎炎ノ消防隊 参ノ章（ドラゴン）
- ボールパークでつかまえて!（松戸監督）
- 機動戦士Gundam GQuuuuuuX（チャップマン・ジロム）

### 劇場アニメ
1993年
- 銀河英雄伝説 新たなる戦いの序曲（エリクセン）

1994年
- ライヤンツリーのうた

1996年
- はむこ参る!（夫）

1998年
- SPRIGGAN（発掘研究隊員A）

1999年
- 逮捕しちゃうぞ the MOVIE（杉原刑事）

2001年
- シャム猫 -ファーストミッション-（国防官僚）

2005年
- 劇場版ツバサ・クロニクル 鳥カゴの国の姫君
- それいけ!アンパンマン ハピーの大冒険（ハピジイ）

2007年
- いぬかみっ! THE MOVIE 特命霊的捜査官・仮名史郎っ!（親方）
- ストレンヂア 無皇刃譚（月申）

2010年
- 劇場版BLEACH 地獄篇（群青）

2017年
- 劇場版 魔法科高校の劣等生 星を呼ぶ少女（ラルフ・ハーディ・ミルファク）

2025年
- 劇場版プロジェクトセカイ 壊れたセカイと歌えないミク（鳳幸之介）

### OVA
1991年
- 恐怖新聞（中神記者）

1992年
- イース 天空の神殿 〜アドル・クリスティンの冒険〜（若者）
- 電影少女 -VIDEO GIRL AI-（男子生徒、従業員）
- 東京BABYLON A SAVE FOR TOKYO CITY STORY（男）
- ねこひきのオルオラネ（中年男）
- バビル2世（サイキストB）
- 風魔の小次郎 最終章 風魔反乱篇（忍B）
- 万能文化猫娘（男A）
- ぷりんせすARMY ウエディング☆COMBAT
- マグマ大使（エイリアン、佐々木、井上）

1993年
- アル・カラルの遺産（警備兵B）
- キャシャーン（報告ロボット）
- ブラック・ジャック（マスター）
- 横浜ばっくれ隊

1994年
- I・Я・I・A ZЁIЯAM THE ANIMATION（討伐隊C）
- 淫魔妖女（カオス）
- 宇宙の騎士テッカマンブレードII（ゴリアテ・バージナル）
- 銀河英雄伝説（ラッツェル大佐）
- 高校武闘伝クローズ
- 埼玉県暴走最前線 フラッグ! 死にものぐるいの青春!!（川田）
- しばいたろか2（黒井）
- 湘南純愛組!2（阿部ひろし）
- 流星機ガクセイバー（異星人）

1995年
- 紺碧の艦隊（1995年 - 2002年、寺島丑三郎〈2代目〉、井上門多、坂元良馬〈2代目〉、吉田稔麿、中野達也、桜木重雄、英軍参謀A、ネロヴィッチ・K・スターリン、クラウス・ヘルトヴィッヒ）

1996年
- 機動戦士ガンダム 第08MS小隊（ジオン兵A、オペレーターC）

1997年
- 旭日の艦隊（1997年 - 2002年、独先任将校、エーリッヒ・ホス、千葉州作、ヴィルヘルム・ラスク）
- ヴァンパイアハンター The Animated Series
- B'T-X NEO（B'Tロレッソ）

1998年
- 青の6号（対潜哨戒機機長）
- MASTERキートン（検死官、アル・フレア）

2000年
- 超人ロック ミラーリング（バノン）

2002年
- GUNDAM EVOLVE 4 RX-78 GP03 DENDROBIUM（ジオン残党MS指揮官）
- 戦闘妖精雪風（海図室オペレーター）

2011年
- SUPERNATURAL: THE ANIMATION（ロッド署長）

2012年
- HELLSING（ペンウッド卿の孫）

2018年
- 幽☆遊☆白書 のるかそるか（大竹）

### Webアニメ
- いくぜっ! 源さん（2008年、なにわ大介、トラトラ、虎之助、ボスカブト虫、FBI〈C〉）
- T・Pぼん（2024年、君主）
- ムーンライズ（2025年、ボブ・スカイラム[33]）

### ゲーム
1993年
- ドラマティック・アドベンチャー・クイズ キース＆ルーシィ（キース）

1995年
- SPACE GRIFFON VF-9（アナウンサー）
- ブランマーカー2（ガーランテ）

1996年
- タクティクスオウガ（ミルディン・ウォルホーン）

1998年
- ソニックウィングス アサルト（緋炎）

1999年
- マリア2 受胎告知の謎（二階堂巌）

2000年
- こねこもいっしょ
- ヘキサムーン・ガーディアンズ（岩馬厳次郎）

2001年
- グローランサーIII（アルフレッド・バーンズ）
- シェンムーII

2003年
- アークザラッド 精霊の黄昏（ヂーク・ベック）
- 十二国記 -紅蓮の標 黄塵の路-（延王尚隆）
- ONE PIECE グランドバトル! 3（ワイパー）

2004年
- アークザラッドジェネレーション（ヂーク・ベック）

2005年
- カウボーイビバップ 追憶の夜曲（ロナルド・マッカーシー）
- ONE PIECE パイレーツカーニバル（ワイパー）

2006年
- サモンナイト4（ケンタロウ）

2007年
- スーパーロボット大戦OG ORIGINAL GENERATIONS
- スーパーロボット大戦OG外伝
- ファイナルファンタジー・クリスタルクロニクル リング・オブ・フェイト（コルカ王）

2008年
- カヌチ 白き翼の章（シン・アトベ）
- スーパーロボット大戦Z

2009年
- カヌチ 黒き翼の章（シン・アトベ）
- ファイナルファンタジーXIII（バルトロメイ・エストハイム）

2010年
- カヌチ 二つの翼（シン・アトベ）
- ぱすてるチャイムContinue（薙原シン）

2011年
- アンチャーテッド 砂漠に眠るアトランティス
- ONE PIECE ギガントバトル! 2 新世界（ワイパー）
- ONE PIECE ワンピーベリーマッチW（ワイパー）

2012年
- イナズマイレブンGO2 クロノ・ストーン ネップウ/ライメイ（トウドウ・ヘイキチ）

2013年
- The Last of Us（ロバート）

2014年
- 第3次スーパーロボット大戦Z 時獄篇 / 天獄篇（2014年 - 2015年、ネオ・ジオン兵） - 2作品
- バイオハザード HDリマスター（エンリコ・マリーニ）
- はじめの一歩 THE FIGHTING!（伊達英二）

2015年
- ワンピース 海賊無双3（ワイパー）

2016年
- バイオハザード0 HDリマスター（エンリコ・マリーニ）
- 人喰いの大鷲トリコ

2019年
- ドラゴンクエストXI 過ぎ去りし時を求めて S（ラハディオ、セザール、エッケハルト）

2021年
- プロジェクトセカイ カラフルステージ! feat. 初音ミク（えむの父）
- 咲うアルスノトリア（アルベリック・グリザール）
- はじめの一歩 FIGHTING SOULS（伊達英二）
- グランブルーファンタジー（ウシュネ）

2022年
- 刀剣乱舞無双（明智光秀）
- タクティクスオウガ リボーン（アンドラス・ガフラヌ）

2024年
- 銀河英雄伝説 Die Neue Saga（シドニー・シトレ）

### ドラマCD
- 暁のヨナ 斉国編（イ・グンテ将軍）※花とゆめ付属
- 宇宙の騎士テッカマンブレード（ゴリアテ・バージナル）
- サイレントメビウス外伝 幕末闇婦始末記
- 十二国記 夢三章（延王）
- 天使禁猟区（カマエル）
- ドラゴン騎士団（使用人）
- 東京ジュリエット
- 東京探偵姫〜残光の剣士・沖田総司（土方歳三）
- 覇王大系リューナイト CDシネマ1「ブラボー砦の決闘」（兵隊A）

### BLCD
- イタズラなKiss（琴子パパ）
- お金がないっ（吉泉）
- 影の館2（サンダルフォン）
- 恋のためらい愛の罪（マスター）

### 吹き替え

#### 担当俳優
アンディ・ガルシア
- エゴイスト（バイロン）
- 消滅水域（ギグリアーニ）
- ランドマン（ガリーノ）

イーサイ・モラレス
- 感染（マイク）
- クリミナル・マインド9 FBI行動分析課（マテオ・クルーズ）
- クリミナル・マインド 国際捜査班（マテオ・クルーズ）
- ザ・ユニット（フィリップ）

カイル・チャンドラー
- グレイズ・アナトミー2 恋の解剖学 #17（ディラン）
- シドニー・ホールの失踪（刑事）
- BLOODLINE ブラッドライン（ジョン・レイバーン）

クラーク・ゲーブル
- 或る夜の出来事（ピーター・ウォーン）※PDDVD版
- 桑港 サンフランシスコ（ブラッキー・ノートン）※PDDVD版
- 戦艦バウンティ号の叛乱（フレッチャー・クリスチャン副長）※PDDVD版

ジョン・C・ライリー
- 今宵、フィッツジェラルド劇場で（レフティ）
- シカゴ（エイモス・ハート）
- ダーク・ウォーター（マーレイ）

スティーヴン・カルプ
- CSI:4 科学捜査班（メレディス警部補）
- スターゲイト アトランティス（ヘンリー・ウォレス）
- ビバリーヒルズ青春白書（Mr.ドリーゼン）

チョウ・ユンファ
- 男たちの挽歌（マーク）※カルチュア・パブリッシャーズ版
- 男たちの挽歌 II（ケン）※カルチュア・パブリッシャーズ版
- アゲイン/明日への誓い（マーク）※カルチュア・パブリッシャーズ版
- 狼 男たちの挽歌・最終章（ジェフリー）※カルチュア・パブリッシャーズ版
- コールド・ウォー 香港警察 堕ちた正義（オズワルド・カン）
- プロジェクト・グーテンベルク 贋札王（ン・フクサン）
- ラスト・シャンハイ（チェン・ダーチー）

デヴィッド・キース
- エア・フォースII（ウォーカー大統領）
- オデッセイ2001（メイソン・ランド）
- ディープ・ショック（アンディ・レインズ）

ラウ・チンワン
- コール・オブ・ヒーローズ/武勇伝（ヨン・ハックナン）
- 大魔術師"X"のダブル・トリック（雷大牛）
- レクイエム 最後の銃弾（ティン）

#### 映画
- アート・オブ・デビル
- アイス・プリンセス
- 愛のトリートメント（トニー〈ダニエル・ボールドウィン〉）
- アウト・オブ・サイト（ケネス〈イザイア・ワシントン〉）※ソフト版
- 悪女（ウィリアム・ドビン〈リス・エヴァンス〉）
- 悪の法則（ワイヤーマン〈サム・スプルエル〉）
- アサルト13 要塞警察 ※テレビ朝日版
- アドレナリン（リッキー・ヴェローナ〈ホセ・パブロ・カンティーロ〉）
- あの頃ペニー・レインと
- アビス ※フジテレビ版
- アポストル 復讐の掟
- アポロ13（ディーク・スレイトン〈クリス・エリス〉）※ソフト版
- アメリカン・スプレンダー（フレッド）
- アリゲーター/愛と復讐のワニ人間（チャラワン〈ジェット・パドゥンタム〉）
- アルナーチャラム 踊るスーパースター（アーティケシャヴァン〈ジャイシャンカール〉）
- アルマゲドン2010（デヴィッド・デマッティ〈ジョー・ランドー〉）
- アンダー・ザ・シャドウ
- アンチグラビティ（ヤン〈コンスタンチン・ラヴロネンコ〉）
- アンディ・ラウ アルマゲドン（チウ〈アンソニー・ウォン〉）
- イズント・シー・グレート（ブラッド・ブラッドバーン〈クリストファー・マクドナルド〉）
- 痛み（ボンノ〈マ・ドンソク〉）
- イップ・マン 完結（ワン・ゾンホア〈ウー・ユエ〉[40]）
- いのちの戦場 -アルジェリア1959-（ベルトー大尉〈マルク・バルベ〉）
- インソムニア（ハップ・エッカート〈マーティン・ドノヴァン〉）※ソフト版
- インティマシー/親密（ヴィクター〈アラステア・ガルブレイス〉）
- イントゥ・ザ・ミッション（ライアン・ウィルバーン〈スティーヴン・ボールドウィン〉）
- インモラル女医（アラン〈アンドリュー・スティーヴンス〉）
- ヴァンパイア・イン・ブルックリン（アントニー）※VHS版
- ウィリアム・テル
- ウォルター少年と、夏の休日（スタン〈ニッキー・カット〉）※テレビ東京版
- エージェント・スティール（クランチ〈カート・ラッセル〉）
- AIRBORNE エアボーン（ビル・マクニール〈スティーヴ・グッテンバーグ〉）
- エイリアン4（ディステファノ〈レイモンド・クルス〉）※ソフト版
- エグゼクティブ・デシジョン（ルーイ〈B・D・ウォン〉）※ソフト版
- エデンより彼方に（レイモンド・ディーガン〈デニス・ヘイスバート〉）
- エニイ・ギブン・サンデー（ジャック・ルーニー〈デニス・クエイド〉）※ソフト版
- エンバー 失われた光の物語（ロリス・ハロー〈ティム・ロビンス〉）
- オーロラの彼方へ ※日本テレビ版
- オープニング・ナイト・ロング（マルコム〈 テイ・ディグス〉）
- 追いつめられて（スコット・プリチャード〈ウィル・パットン〉）※ソフト版
- 狼たちの街（アーサー・レルイ〈クリス・ペン〉）※ソフト版
- おじいちゃんはデブゴン（フー・ジュン）
- ガーゴイル（シェーン〈ヴィンセント・ギャロ〉）
- ガール（店主〈グレン・グールド〉）
- ガールファイト（サンドロ・グズマン〈ポール・カルデロン〉）
- カンニング・モンキー 天中拳（風太郎〈ディーン・セキ〉）※ブロードウェイ版
- ガーデン（ウクライナ語版）（ディーン〈リチャード・グリエコ〉）
- カウボーイ・ウェイ/荒野のヒーローN.Y.へ行く（ジョン・スタック〈ディラン・マクダーモット〉）
- 合衆国壊滅 M10.5（クラーク・ウィリアムズ〈ジョン・シュナイダー〉）
- 噛む女（ロジャー〈リチャード・フィッツパトリック〉）
- 奇蹟の詩 サード・ミラクル
- 奇跡の旅2/サンフランシスコの大冒険（ラルフ、スパーキー・マイケルズ）
- ギャング・オブ・ニューヨーク ※ソフト版
- キラー・エリート（スパイク・ローガン〈クライヴ・オーウェン〉）
- キル・ザ・ギャング 36回の爆破でも死ななかった男（ダニー・グリーン〈レイ・スティーヴンソン〉）
- キングコブラ（ブラッド・ケイガン〈スコット・ブランドン〉）
- キンダガートン・コップ ※テレビ朝日版
- グース ※日本テレビ版
- クラッシュ（ダニエル〈マイケル・ペーニャ〉）
- グラマー・エンジェル危機一発
- グリーン・ドラゴン（タイ・トラン〈ドン・デュオン〉）
- クリミナル・サイト 〜運命の暗殺者〜（マーチェソン〈トム・バストウンズ〉）
- クリムゾン・タイド（ウィリアム・バーンズ〈スティーヴ・ザーン〉）※ソフト版
- クレージーモンキー 笑拳（八本足麒麟、棺桶屋〈ディーン・セキ〉）※ブロードウェイ版
- グレイテスト・ショーマン（ハレット〈フレドリック・レーン〉[41]）
- クロコダイル・ダンディー in L.A.〈ジョージ・ハミルトン、バリー〈ジョン・ビリングズリー〉）※ソフト版
- クロコダイル・ハンター ザ・ムービー（スティーブ・アーウィン）
- K-911（デヴォン・ラング〈ウェイド・ウィリアムズ〉）
- ケンタッキー・フライド・ムービー（フランク）※ソフト版
- ゴールデンボーイ（エドワード・フレンチ〈デヴィッド・シュワイマー〉）
- 恋のゆくえ/ファビュラス・ベイカー・ボーイズ（ジャック・ベイカー〈ジェフ・ブリッジス〉）※DVD・BD版
- 恋人はゴースト（ブレット〈ベン・シェンクマン〉）
- ゴッド・クローン（レイ・コノリー神父〈リアム・カニンガム〉）
- コットンクラブ（ヴィンス・ドワイヤー〈ニコラス・ケイジ〉）※ソフト版
- コン・エクスプレス（アレックス〈ショーン・パトリック・フラナリー〉）
- コンスタンティン（パパ・ミッドナイト〈ジャイモン・フンスー〉）※テレビ朝日版
- コンフィデンス（トラヴィス〈モリス・チェストナット〉）
- サーティーン あの頃欲しかった愛のこと（ブレイディ〈ジェレミー・シスト〉）
- 最後の追跡（アルベルト〈ギル・バーミンガム〉）
- ザ・シークレット・サービス ※ソフト版
- ザ・スクリュー（ヤン・フェアマン〈ニック・ワイルダー〉）
- SURVIVOR/野獣地帯（ダネル）
- THE BATMAN-ザ・バットマン-（アルフレッド・ペニーワース〈アンディ・サーキス〉[42]）
- サマーリーグ（マイク・ダン〈ジェイソン・ゲドリック〉）
- THE MYTH/神話（チェ将軍〈チェ・ミンス〉）
- ザ・メキシカン（ボビー・ヴィクトリー）※ソフト版
- 31km（ウガルデ）
- サンドラ・ブロック in アマゾン（ヴァルデス）
- G.I.ジェーン（マクール〈モリス・チェストナット〉）※ソフト版
- シーズ・オール・ザット（ディーン・サンプソン〈ポール・ウォーカー〉）
- SHE SAID/シー・セッド その名を暴け（ラニー〈ピーター・フリードマン〉）
- 幸せのセラピー（サージ・トンプソン〈クレイグ・ビアーコ〉）
- ジェイ&サイレント・ボブ 帝国への逆襲（ガス・ヴァン・サント）※ソフト版
- 地獄の戦艦（スケリー）
- 7人の検事
- シティ・コネクション（ヴァーシニン）
- 死の接吻（ロニー・ギャノン〈マイケル・ラパポート〉）
- シビル・ガン/楽園をください（ブラック・ジョン〈ジム・カヴィーゼル〉）
- ジャーヘッド -36時間-（デイブ・トレース〈アマウリー・ノラスコ〉）
- シャーロック・ホームズ シャドウ ゲーム（クロード・ラヴァシュ〈ティエリー・ヌーヴィック〉[43]）
- シャーロック・ホームズVSモンスター（ワトソン〈ギャレス・デヴィッド＝ロイド〉）
- ジャスティス（リンカーン・A・スコット少尉〈テレンス・ハワード〉）
- ジャッジ・ドレッド ※フジテレビ版
- ジャッジメント・ナイト（ジョン・ワイアット〈スティーヴン・ドーフ〉）
- シャッフル（ジム・ハンソン〈ジュリアン・マクマホン〉）
- シャンプー台のむこうに（ルイス〈ヒュー・ボネヴィル〉）
- 重要参考人（ハリソン〈ブラッド・ハリソン〉）
- ジュニア
- ジュラシックウォーズ（ランス大佐）
- 少林寺（禿鷹）※ソフト版
- 少林寺2（禿鷹）※ソフト版
- 女優マルキーズ（グロルネ〈パトリック・ティムシット〉）
- ジングル・オール・ザ・ウェイ2（クロード〈サンティーノ・マレラ〉）
- スーパーエージェント 美女奪還大作戦!!（イルカ）
- スターゲイト（テイラー）※フジテレビ版
- スティーヴン・キング ファミリー・シークレット（ボブ〈アンソニー・ラパーリア〉）
- スティグマ 裂け目（ブレディ〈エイドリアン・ポール〉）
- ステルス・フォース（チーキ〈チック・ヴェネラ〉）
- スパイ・アサシン（ニコラス・ピンター〈ヴァル・キルマー〉）
- スパイゲーム（デイヴ・プレストン〈グレン・プラマー〉）
- スペース・トラッカー（ケラー〈ジョージ・ウェント〉）
- スペイン一家監禁事件
- スペクトル（オーランド大将〈ブルース・グリーンウッド〉）
- 世界中がアイ・ラヴ・ユー（スコット・ダンドリッジ〈ルーカス・ハース〉、ケン〈ビリー・クラダップ〉）
- 鮮血ピエロの惨劇（トム〈トッド・スタシュウィック〉）
- 戦場のレクイエム（リウ・ゾーシュイ〈フー・ジュン〉）
- センター・オブ・ジ・アース(TVM)（セルゲイ・ペトコフ）
- ソードフィッシュ（マルコ〈ヴィニー・ジョーンズ〉）※日本テレビ版
- ソウル（キム・ユンチョル〈チェ・ミンス〉）
- ゾディアック
- ダーティコップ 濡れたナイフ
- 第三の男（ハリー・ライム〈オーソン・ウェルズ〉）※PDDVD版
- ダイ・ハード（ハインリッヒ）※フジテレビ版
- ダイ・ハード2（マルキー）※フジテレビ版
- ダニエル・スティール/状況証拠（テイラー〈ロバート・ヘイズ〉）
- 地上最大のショウ（ブラッド〈チャールトン・ヘストン〉）※PDVD版
- 沈黙のステルス（ラッチャー大佐〈スティーヴ・トゥーサント〉）
- 沈黙の脱獄（アイス・クール〈アンソニー・“トレッチ”・クリス〉）
- 追跡者（シャン・チェン〈マイケル・ポール・チャン〉）※テレビ朝日版
- 冷たい月を抱く女（デニス・ライリー〈ピーター・ギャラガー〉）※テレビ東京版
- ディス・イズ・ジ・エンド 俺たちハリウッドスターの最凶最期の日（ダニー・マクブライド）
- ディファイアンス（ズシュ・ビエルスキ〈リーヴ・シュレイバー〉）
- デイブレイク（ディロン・ヨハンセン〈テッド・マッギンレー〉）
- テッド（スティーヴ・ベネット〈ラルフ・ガーマン〉）
- デッド・カーム/戦慄の航海
- デモリションマン ※テレビ朝日版
- デュカリオン（フライ刑事）
- トータル・リアリティ（チュニス将軍〈トーマス・クレッチマン〉）
- トイ・ソルジャー（ヘンリー・“ハング”・ガイルズ3世）※フジテレビ版
- トゥームレイダー（ヒラリー〈クリス・バリー〉）※ソフト版
- トゥームレイダー2（ヒラリー〈クリス・バリー〉）※ソフト版
- トエンティマン・ブラザーズ（ターザン〈ドリアン・ヌコノ〉）
- ドッグ・バイト・ドッグ（サム警部〈チョン・シウファイ〉）
- ドッグレース（ビル〈デヴィッド・フィールド〉）
- トランザム7000VS激突パトカー軍団（ジャスティスJr.）※ソフト版
- トランザム7000 PART3（ジャスティスJr.）
- ドリヴン（ボー・ブランデンバーグ〈ティル・シュヴァイガー〉）※ソフト版
- ドリブルX（ジェロームの父〈マイケル・ビーチ〉）
- ナイトフォール 夜来たる（メトロン〈ジョセフ・ホッジ〉）
- ナイルの宝石 ※テレビ朝日版
- ニューオーリンズ・トライアル（フランク・ヘレイラ〈クリフ・カーティス〉）※ソフト版
- ニューヨークの恋人 ※ソフト版
- ネバーエンディング・ストーリー3 ※テレビ朝日版
- ノッキン・オン・ヘブンズ・ドア（カーチス〈ルトガー・ハウアー〉）
- ノッティングヒルの恋人（バーニー〈ヒュー・ボネヴィル〉）※ソフト版
- 野良犬たちの掟（レバノン〈ピエルフランチェスコ・ファヴィーノ〉）
- バースデイ・ガール（アレクセイ〈ヴァンサン・カッセル〉）
- パーティー・ナイトはダンステリア（ビル・フランクリン〈マイケル・ビーン〉）
- バーティカル・リミット（カリーム〈アレクサンダー・シディグ〉）※ソフト版
- ハート・オブ・マン（ジョー〈トレイシー・モーガン〉）
- バイオハザード ※フジテレビ版
- ハイスクール・ジャック 怒りの教室（ケン・ノールズ〈ジャド・ネルソン〉）
- 運び屋（主任特別捜査官〈ローレンス・フィッシュバーン〉[44]）
- はじまりは5つ星ホテルから（アンドレア〈ステファノ・アコルシ〉）
- パッチ・アダムス トゥルー・ストーリー（ミッチ・ローマン〈フィリップ・シーモア・ホフマン〉）
- バッド・ガールズ ※ソフト版
- バッファロー'66（ビリー・ブラウン〈ヴィンセント・ギャロ〉）
- バレンタイン
- PTU（ロウ・サァ刑事〈ラム・シュー〉）
- ヒート（アルバート・トレナ）※テレビ朝日版
- ヒーロー/靴をなくした天使（チック〈トム・アーノルド〉）※日本テレビ版
- ビバリーヒルズ・コップ（ジョン・タガート〈ジョン・アシュトン〉）※Netflix版
- ビバリーヒルズ・コップ2（ジョン・タガート〈ジョン・アシュトン〉）※Netflix版
- ビロウ（ルーミス大尉〈ホルト・マッキャラニー〉）※ソフト版
- ビューティフル・ガールズ（ボビー・コンウェイ〈デヴィッド・アークエット〉）
- ファイアートラップ（マックス〈ディーン・ケイン〉）
- ファイナル・ウォー（ミュラン将軍〈ディーン・ケイン〉）
- ファム・ファタール（セラ警部）※ソフト版
- 風雲 ストームライダーズ（蝙蝠〈ディオン・ラム〉）
- 風暴 ファイヤー・ストーム（ツァオ〈フー・ジュン〉）
- フェア・ゲーム（ルイス・“スクーター”・リビー〈デヴィッド・アンドリュース〉）
- フェイク（ニッキー・サントラ〈ブルーノ・カービー〉）※ポニーキャニオン版
- フェイク シティ ある男のルール（ダンテ・デミル〈ジョン・コーベット〉）
- プッシャー（フランク〈キム・ボドゥニア〉）
- プテラノドン（ベルゲン大尉〈クーリオ〉）
- ブラザーフッド 殺人結社（トム〈ウィリアム・ボールドウィン〉）
- ブラストシティ 連鎖爆破（マクスウェル〈ソニー・スロウィエック〉）
- ブラック・ドッグ（アール〈ランディ・トラヴィス〉）※ソフト版
- ブラッド・アンド・ゴールド 〜黄金の血戦場〜（ロベルト〈シムソン・ブベル〉）
- フラッド（ハンク〈ウェイン・デュヴァル〉）※ソフト版
- プラトーン（ビッグ・ハロルド〈フォレスト・ウィテカー〉）※ソフト版
- ブルー・エンカウンター（バ・ケイワイ〈ロイ・チョン〉）
- ブルート（ブルート〈ティル・シュヴァイガー〉）
- ブルワース（フレッド〈ウェンデル・ピアース〉）
- プレデター2 ※テレビ朝日版
- プレデターX（ダグ・マッコイ〈スティーブ・ヒドゥン〉）
- プロテクター（ボブ・カントレル〈ロン・パラディ〉[45]）※ソフト版
- ボーイズ・ライフ（ロイ〈クリス・クーパー〉）
- ボーフォート レバノンからの撤退（ジヴ）
- ボーン・アイデンティティー（イーモン〈ティム・ダットン〉）※ソフト版
- 暴走特急（ボビー・ザックス〈モリス・チェストナット〉）※ソフト版
- ぼくとアールと彼女のさよなら（グレッグの父親〈ニック・オファーマン〉）
- ぼくとボビーの大逆転（ジョン・グレイ〈トーマス・ロッキャー〉）
- ボディ・バンク（フランク・ヘアFBI捜査官〈デヴィッド・モース〉）
- ボブ・クレイン 快楽を知ったTVスター（ブルーノ・ゲルッシ）
- ポリス・ストーリー/香港国際警察（ジョニー〈チャーリー・チョウ〉[46]）※ソフト版
- ボルケーノ（ゲイター・ハリス〈マイケル・リスポリ〉）※ソフト版
- 香港国際警察/NEW POLICE STORY（シウホンの父〈ウー・バイ〉）
- マイティ・ソー/ダーク・ワールド（マレキス〈クリストファー・エクルストン〉）
- マックス・ペイン（ジム・ブラヴーラ〈リュダクリス〉）
- 真昼の決闘 ※VOD版
- マレフィク 呪われた監獄（マルキュス〈クロヴィス・コルニアック〉）
- ミステリー、アラスカ
- ミステリー・メン（キャプテン・アメージング / ランス・ハント〈グレッグ・キニア〉）
- ミス・ペレグリンと奇妙なこどもたち（グリーソン）
- ミッションX（トム〈サム・ロバーズ〉）
- ミニミニ大作戦（レンチ〈フランキー・G〉）
- ムトゥ 踊るマハラジャ（ラージャー〈サラット・バーブ〉[47]）
- メギド（デイビッド・アレクサンダー〈マイケル・ビーン〉）
- メトロポリス2035（マクダウェル〈マックスウェル・コールフィールド〉）
- メルキアデス・エストラーダの3度の埋葬（ベルモント〈ドワイト・ヨアカム〉）
- 野獣教師（ジョーイ・シックス〈レイモンド・クルス〉）※VHS版
- U.M.A レイク・プラシッド2（ライリー〈ジョン・シュナイダー〉）
- 勇気あるもの（ジャマール・モンゴメリー〈カディーム・ハーディソン〉）
- 欲望という名の電車（スタンリー・コワルスキー〈マーロン・ブランド〉）※PDDVD版
- ライフ・イズ・ミラクル（アレクシチ）
- ラッシュアワー2（歌う男）
- ラブ・パンチ（リチャード〈ピアース・ブロスナン〉）
- 乱気流/タービュランス（フランク・シンクレアFBI捜査官〈ジョン・フィン〉）※VOD版
- リーサル・ウェポン（警官、TVの声）※テレビ朝日版
- リダクテッド 真実の価値（B・B・ラッシュ）
- 理由（ボビー・アール〈ブレア・アンダーウッド〉）※ソフト版
- 龍城恋歌（リー・チンヤン〈ユウ・ヨン〉）
- レジョネア 戦場の狼たち（ジュロ）※ソフト版
- REC:レック/ザ・クアランティン（スコット・パーシヴァル〈スティーヴ・ハリス〉）
- レッド・スコルピオン ※日本テレビ版
- レッド・ブラスト（クレイトン・ピアース〈ウィリアム・マクナマラ〉）
- レマゲン鉄橋（ハートマン中尉〈ジョージ・シーガル〉）※テレビ東京新緑版
- ローズ家の戦争 ※フジテレビ版
- ロード・レノックスと秘密の城（スミス〈ダニエル・アレクサンダー〉）
- ローマン・エンパイア（アントニウス）
- ローラーボール（オレグチ・デネキン〈オレッグ・タクタロフ〉）※ソフト版
- ロスト・コマンド 名誉と栄光のためでなく（マヒディ〈ジョージ・シーガル〉）※ソフト版
- ロスト・フューチャー（アマル〈ショーン・ビーン〉）
- ロボコップ（ウォーレン・リード巡査部長〈ロバート・ドクィ〉、ドナルド・ジョンソン、ケイシー・ウォン）※DVD版
- ロボコップ2（ウォーレン・リード巡査部長〈ロバート・ドクィ〉、ドナルド・ジョンソン、ケイシー・ウォン）※旧DVD版
- ロマンスX（パオロ〈ロッコ・シフレディ〉）
- ワイルド・アット・ハート（セイラー〈ニコラス・ケイジ〉）
- ワイルド・エンジェル（グロスマン〈フィリップ・ペータース〉）※ソフト版
- ワイルド・クライムズ（ジョニー〈ロン・リビングストン〉）
- ワイルド・スピード（ヴィンス〈マット・シュルツ〉[48]）※ザ・シネマ版
- ワイルド・スピード MEGA MAX（ヴィンス〈マット・シュルツ〉）※劇場公開版
- 罠の女2（マーク〈マイルズ・オブライエン〉）
- 101 ※ソフト版
- ワンス・アポン・ア・タイム・イン・チャイナ 天地覇王（グアン・シンタオ副大臣〈ワン・チーウェン〉）
- ワンダーランド（ジョン・ホームズ〈ヴァル・キルマー〉）
- ワンダーランド駅で（ショーン〈フィリップ・シーモア・ホフマン〉）

#### ドラマ
- アメリカン・クライム・ストーリー/O・J・シンプソン事件（ロバート・カーダシアン〈デヴィッド・シュワイマー〉）
- アンダーカバー・ボス4 社長潜入調査（ロン・リンチ）
- アンフォゲッタブル3 完全記憶捜査（マルコ・ランティーニ〈クレイグ・ビアーコ〉）
- イカゲーム（チャン・ドクス〈ホ・ソンテ〉）
- ウォリアーズ/インポッシブル・ミッション（ニール・ロックリー中尉〈ダミアン・ルイス〉）
- ウルトラマンパワード（ピート）
- X-ファイル（トム・コルトンFBI捜査官〈ドナル・ローグ〉）※ソフト版
- NYPDブルー（ジョン・ケリー刑事〈デヴィッド・カルーソ〉）
- L.A.大捜査線 マーシャル・ロー（ルイス・マローン〈ルイス・マンディロア〉）
- L.A.ロー 七人の弁護士
- エレメンタリー2 ホームズ&ワトソン in NY（ハンク・プリンス）
- エレメンタリー4 ホームズ&ワトソン in NY（ウォーレン・クリフト）
- キャシアン・アンドー（キノ・ロイ〈アンディ・サーキス〉）
- キャロライン in N.Y.（デル・キャシディー〈エリック・ルテス〉）
- グッド・ドクター 名医の条件 シーズン2
- クリミナル・マインド FBI行動分析課
  - シーズン1 #16（ジョン・ブラックウルフ）
  - シーズン3 #4（ネリス）
  - シーズン4 #12（ウィリアム）
  - シーズン5 #19（ボイド）
  - シーズン6 #23（ジャレット・フォアマン刑事）
  - シーズン7 #2（マット・ブラッドストン〈デヴィッド・スターズィック〉）
  - シーズン8（マイク・アクリン〈ジョッシュ・スタンバーグ〉）
- クロウ ウィッチクロウ（エリック〈マーク・ダカスコス〉）
- クワンティコ/FBIアカデミーの真実（グレン・ワイアット）
- 刑事ナッシュ・ブリッジス（シェイン・ウェスト〈アリミ・バラード〉）
- ゴースト 〜天国からのささやき シーズン3（ウィリアム・テイラー〈マイケル・レイリー・バーク〉）
- コーリー ホワイトハウスでチョー大変!（大統領）
- コールドケース6（チャック・ピアース〈グレッグ・エヴィガン〉）
- コールドケース7 ザ・ファイナル（トゥトゥ、ロイ・W・ダン〈ベイリー・チェイス〉）
- 項羽と劉邦 King's War（趙歇〈スー・マオ〉）
- 孔子（熊伯）
- 荒野の七人（エズラ・スタンディッシュ〈アンソニー・スターク〉）
- コバート・アフェア/CIA諜報員アニー（エイアル・ラヴィン〈オデッド・フェール〉）
- コンバット!（カーター衛生兵〈コンラン・カーター〉）※ノーカット新吹替版
- ザ・プラクティス ボストン弁護士ファイル（ジェリー・グリーン〈ティム・ディケイ〉）
- ザ・プリテンダー 仮面の逃亡者（オープニングナレーター）
- 三国志（程咨）NHK-BS2版
- CIA:ザ・エージェンシー（トム・ゲージ〈ボー・ブリッジス〉）
- CSI:3 科学捜査班（タイラー・リード）
- CSI:マイアミ2（メイソン・ショー〈ドン・マイケル・ポール〉）
- CSI:マイアミ3（レイモンド・ケイン〈ディーン・ウィンタース〉）
- CSI:ニューヨーク5（クリストス・テマス刑事〈ルイス・マンディロア〉）
- CSI:ニューヨーク7（アルディコット教授）
- CSI:サイバー2（ジュリアン・パーキンズ〈ロブ・エステス〉）
- シークレット・アイドル ハンナ・モンタナ（アメリカ合衆国大統領〈ジョン・ディアキーノ〉）
- シカゴ・ホープ（ウィルクス〈ロッキー・キャロル〉）
- ジャングル（マット・カッター）
- ジュビリー 〜ボリウッドの光と影〜（ロイ）
- 新アウターリミッツ（タリ〈ヒロ・カナガワ〉）
- 新スーパーマン（マックス・ディーター、ティム・レイク〈ジョナサン・フレイクス〉）
- 新スタートレック（分子生物学者〈ツィ・マー〉）
- 神鵰侠侶（公孫止）
- SUPERGIRL/スーパーガール（ノーン〈クリス・ヴァンス〉）
- スターゲイト SG-1（クロノス〈ロン・ヘイルダー〉、ニック・マーロゥ〈マイケル・デルイーズ〉）
- STALKER : ストーカー犯罪特捜班（ジャック・ラーセン〈ディラン・マクダーモット〉）
- ゾウズ・フー・キル3 殺意の深層（ソーレンセン）
- 続ハリーズ・ロー 裏通り法律事務所（オリヴァー・リチャード〈マーク・バレー〉）※2代目
- ターザンの大冒険（ナレーター）
- CHUCK/チャック ファイナルシーズン #8（キリアン・ライカー〈ティム・ディケイ〉）
- 超感覚刑事ザ・センチネル（デイブ・ベッカー〈マイケル・マグレイディ〉）
- 超音速ヒーロー ザ・フラッシュ ※日本テレビ版
- 超能力ファミリー サンダーマン シーズン2（ミスター・イービルマン〈エリック・アラン・クレイマー〉）
- テイルズ・バイ・ライト:光の紡ぐ物語（スティーヴン・デュポン）
- トータル・リコール Zero（エアレンサル〈マイケル・ローリンズ〉）
- 24 -TWENTY FOUR- シーズン6（アブ・ファイエド〈アドニ・マロピス〉）
- トレイター/TRAITOR 国を売った男（ヨハン・ウェイツェンベルク〈マルゴ・ミット〉[49]）
- ナイトシフト4 真夜中の救命医 ザ・ファイナル
- 9-1-1: LA救命最前線（ロバート・“ボビー”・ナッシュ〈ピーター・クラウス〉）
- ネイキッド・ブラザーズ・バンド（マイケル・ウォルフ）
- ノンストップ・スリラー「暴走地区-ZOO-」（デイヴィス将軍〈ピーター・アウターブリッジ〉）
- バーン・ノーティス 元スパイの逆襲
- ハッピーエンディング（キム・ドゥス〈チェ・ミンス〉）
- パワーレンジャー（スニザード、ミュータイタス、ツインマン）
- バンド・オブ・ブラザーズ（ジョン・マーティン〈デクスター・フレッチャー〉）
- ピケット・フェンス（ケニー・ラコス〈コスタス・マンディロア〉）
- ビバリーヒルズ高校白書（ダン・ルービン〈マシュー・ポレッタ〉）
- ビバリーヒルズ青春白書（ダン・ルービン〈マシュー・ポレッタ〉）
- FARGO/ファーゴ2（ロナルド・レーガン〈ブルース・キャンベル〉）
- ふたりは最高!ダーマ&グレッグ シーズン3 #11（ジェイ）
- プライベート・プラクティス 迷えるオトナたち（サム・ベネット〈テイ・ディグス〉）
- ブラザーズ&シスターズ シーズン4（サイモン・クレイン博士〈ジョン・テニー〉）
- フランク、アイルランドのダメ男。（パドレイグ〈パット・ショート〉[50]）
- ブル〜ウォール街への挑戦〜（コリー〈マリク・ヨバ〉）
- ベイツ・モーテル〜サイコキラーの衝動〜（ケイレブ・カルフーン〈ケニー・ジョンソン〉）
- ペニー・ドレッドフル 〜ナイトメア 血塗られた秘密〜（ラスク〈ダグラス・ホッジ〉）
- ボードウォーク・エンパイア 欲望の街
- ボディ・オブ・プルーフ3 死体の証言（トミー・サリヴァン刑事〈マーク・バレー〉）
- ホワイトカラー（ギャレット・ファウラー〈ノア・エメリッヒ〉）
- ホワイトカラー シーズン5（セルゲイ・ツルゲーネフ〈マイク・ドプド〉）
- マーダーズ・イン・ビルディング（ジョナサン）[51]
- マインドハンター（ビル・テンチ〈ホルト・マッキャラニー〉）
- ミディアム7 最終章（チャプマン医師〈マシュー・アーキン〉）
- メルローズ・プレイス
- THE MENTALIST メンタリストの捜査ファイル（キース・ウォルコット〈サッシャ・ロイズ〉）
- THE MENTALIST メンタリストの捜査ファイル5（カーティス・ウィリー〈マイケル・グラディス〉）
- リゾーリ&アイルズ ヒロインたちの捜査線 #3（マルコム・セナ〈マイケル・ジェイス〉）
- ロードナンバーワン（ユン・サムス〈チェ・ミンス〉）
- ワンダヴィジョン（ヘイワード）

#### アニメ
- おまかせ!プルーデンスおばさん（ニュートロン）
- マーベル・シネマティック・ユニバース（トニー・スターク / アイアンマン）
  - アルティメット・アベンジャーズ
  - アルティメット・アベンジャーズ2:ブラック・パンサー・ライジング
  - アイアンマン: 鋼の戦士
  - ネクスト・アベンジャーズ: 未来のヒーローたち
  - 超人ハルク: サカールの預言
- くまのパディントン
- 子猫になった少年（マーク）
- スパイダーマン（フランク・キャッスル / パニッシャー）
- タッドの大冒険〜失われたミダス王の秘宝〜（ジャック・ラッカム）
- ティーン・タイタンズ（メント）
- ドラゴンズドグマ（宿屋の主人）
- トランスフォーマー ザ・リバース（ウルトラマグナス[52]、エイプフェイス[52]、ピンポインター[52]、ピースメイカー[52]）
- トランスフォーマー アドベンチャー -マイクロンの章-（オーバーロード）
- ドン・キホーテ（キリスト教徒）
- バイオハザード: ヴェンデッタ（ダミアン）
- バッグス・バニーのぶっちぎりステージ
- バットマン
- ヒックとドラゴン 聖地への冒険（ホーク[53]）
- マジック・スクール・バス（ジャンケット）

### 特撮
- 超星艦隊セイザーX（2005年、ナレーション〈初代〉）
- 宇宙戦隊キュウレンジャー （2017年、審判インダの声）

### ナレーション
- ALIVE 奇跡の生還者たち（DVD）
- FNNスーパータイム（フジテレビ）
- キサラギ（視覚障害者対応音声ガイド・DVD）
- ひと・ものがたり（JCNテレビ）
- ファイブ センス（BSフジ）
- ブレイブ 勇敢なる者（NHK総合）

### ボイスオーバー
- Dr．MITSUYA〜世界初のエイズ治療薬を発見した男〜（2015年、NHK）
- BS世界のドキュメンタリー（NHK-BS1）

### その他コンテンツ
- あすたむらんど徳島プラネタリウム ALMA 〜とどけたい未来の君へ〜（教授、ナレーション）
- キサラギ（視覚障害者対応音声ガイド役。本編DVDに収録）
- トイ・ストーリー 20周年スペシャル：無限の彼方へ さぁ行くぞ!（トム・ハンクス）
- 二夜連続ドラマスペシャル アガサ・クリスティ そして誰もいなくなった（レコードに録音された声）
- Biohazard 4D-Executer（クラウス）